# Canal de la Loire à Versailles
Le canal de la Loire à Versailles fut un projet de construction d'un canal-aqueduc pour alimenter en eau le parc du château de Versailles depuis la Loire. Ce projet fut proposé au roi Louis XIV par Pierre-Paul Riquet, qui venait d'achever le canal du Languedoc (actuel canal du Midi). Il se basait sur l'hypothèse que le point de captage sur la Loire serait plus élevé que les bassins de Versailles et donc qu'un écoulement gravitaire des eaux par un canal était possible. Ce projet reçu initialement l'approbation du roi jusqu'à ce que l'abbé Picard, mandaté par Colbert, démontra que la Loire était plus basse et donc l'impossibilité d'un tel projet qui fut abandonné. 

## Contexte
Le parc de Versailles, dès sa création, est pourvu de nombreux bassins, fontaines et jets d'eau. Le roi Louis XIV accorde une grande importance aux jeux d'eau censés sublimer sa splendeur. Le parc a besoin de toujours plus d'eau avec l'augmentation du nombre de fontaines et de jets, le parc en comptera jusqu'à 1400. Or Versailles et son parc ont été construits dans une zone loin de toute source d'eau vive importante. L'endroit le plus proche de la Seine se trouve à 8 kilomètres mais surtout très en contrebas du site de Versailles. L'approvisionnement en eau sera une préoccupation constante du roi pendant tout son règne. 
Les bassins sont alors tributaires de stations de pompage par moulins et les jets ne fonctionnent pas de manière continue. 

## Le projet de Riquet
Pierre-Paul Riquet (1609-1680) est un ingénieur et entrepreneur languedocien. Il a réalisé le canal du Midi dans le sud de la France entre la Garonne et la mer Méditerranée. Il a constaté que la pente de la Loire est beaucoup plus forte que la pente de la Seine. Il en déduit que la Loire est plus haute que le château de Versailles. Ce qu'il fait confirmer par des calculs sommaires. Il va alors présenter au roi en 1674 un projet de canal acheminant l'eau par gravitation depuis un captage sur la Loire, à hauteur de Briare jusqu'à la colline de Satory située au-dessus du château.  
Le roi est séduit par le projet et est prêt à accorder  2 400 000 livres pour sa réalisation.

## La démonstration de l'abbé Picard
Charles Perrault, contrôleur général de la Surintendance des bâtiments du roi et bras droit de Colbert convoque en présence de Riquet, l'abbé Picard, astronome et géodésien reconnu. Celui-ci, dès que Perrault lui ait présenté le projet, émet des doutes sur sa faisabilité. Il indique que l'on sait que la Seine est à hauteur de Saint-Germain à 80 pieds (environ 27 mètres) en dessous du niveau du rez-de-chaussée du château de Versailles et qu'il a du mal à imaginer que l'on puisse trouver un endroit accessible de la Loire qui soit plus haut de 80 toises. Riquet répond alors que des mesures ont été prises mais l'abbé Picard met en doute ses mesures par l'imprécision du matériel utilisé à l'époque. Perrault rapporte alors la conversation à Colbert en lui indiquant que Riquet ne lui a pas paru sûr de son fait. Colbert mandate donc l'abbé Picard et d'autres membres de l'Académie des sciences pour « aller tout de nouveau niveler la pente (mesurer les différences d'altitude) qu'il peut y avoir de la rivière de la Loire à Versailles ». Ils reçurent des ordres du roi leur permettant d'« entrer dans tous les lieux où ils auraient besoin de faire passer leurs niveaux. »   
Sachant que Riquet prévoyait de capter l'eau de la Loire juste au-dessus de Briare et que donc le canal-aqueduc devait enjamber le canal de Briare, l'abbé Picard allait prendre ce point comme référence. Il mesura ensuite la différence de hauteur entre le rez-de-chaussée du château de Versailles et le point le plus proche de la Seine, situé entre Sèvres et les Moulineaux et trouva 60 toises soit 80 mètres. Puis il mesura la pente de la Seine jusqu'à la confluence du Loing puis remontant celui-ci, fit les calculs de niveaux jusqu'à proximité de Montargis où arrivait le canal de Briare. Il fit ensuite les calculs de hauteur jusqu'au plus haut point du canal. Ce dernier se trouvait à 6 toises au-dessus du rez-de-chaussée du château, soit le niveau du réservoir de la Grotte. Il continua ensuite ses mesures du canal jusqu'à la Loire calculant les écarts entre les quatorze écluses qui le séparaient du fleuve soit une hauteur totale de 17 toises. Il démontra ainsi que le point de captage sur la Loire se trouvait plus bas que le rez-de chaussée du château et donc plus bas encore que le réservoir où devait arriver l'eau. 
L'abbé Picard rapporta ses travaux à Colbert et pour convaincre Riquet, refit, en sa présence, les calculs de niveaux de Versailles jusqu'à la Seine à hauteur de la porte de la Conférence (l'actuelle place de la Concorde). Riquet reconnut alors la justesse des calculs et le projet fut abandonné.     
Cette démonstration pu être faite grâce à la précision de l'instrument mis au point par l'abbé Picard, le niveau à lunette, beaucoup plus précis que les niveaux existants alors.

## Suites
Dès l'année suivante, l'abbé Picard en prospectant les environs de Versailles constate que les plateaux de Trappes et de Bois d'Arcy sont plus hauts que les réservoirs de Versailles. Les pluies alimentent quelques mares qui s'évacuent vers la Bièvre au travers de deux ravins. Colbert les fait barrer par des barrages en 1675, créant deux étangs artificiels. Il fait alors construire un aqueduc de 1500 mètres, traversant en partie la colline de Satory et venant remplir le réservoir éponyme. Les travaux sont achevés en 1678. Les fontaines du parc peuvent alors fonctionner plusieurs heures par jour, tous les jours.